# Roland (Manitoba)
Pour les articles homonymes, voir Roland (homonymie).
Roland est une municipalité rurale, située dans la province canadienne du Manitoba au Canada.

## Présentation
Roland est situé à une centaine de kilomètres au sud-ouest de Winnipeg et à une quinzaine de kilomètres au nord de Winkler la principale ville de la contrée.
La communauté villageoise de Roland organise chaque année la Foire de citrouille.
Le groupe musical bilingue franco-anglais Lulu et le Matou est installé à Roland. Lulu est originaire du Manitoba et le Matou (Thomas) du Québec.

## Liens externes

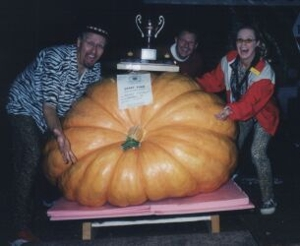
La foire à la citrouille à Roland
(avec Lulu et Thomas le Matou).

## Démographie
| 2001  | 2006  | 2011  | 2016  |
| ----- | ----- | ----- | ----- |
| 1 035 | 1 002 | 1 058 | 1 129 |